# 水野貴広
水野 貴広（みずの たかひろ、1972年11月2日 - ）は日本中央競馬会 (JRA) ・美浦トレーニングセンターに所属している調教師、元騎手。父は高崎競馬場所属の調教師であった水野清貴、双子の弟も地方競馬の元騎手で、現在は浦和競馬場所属の調教師・水野貴史。

## 来歴
1988年、4月にJRA競馬学校騎手課程に入学する。
1991年、2月に競馬学校を卒業し騎手免許を取得する。同期には四位洋文、藤田伸二らがいる。デビュー時は飯塚好次厩舎所属であった。3月2日、初騎乗は中山競馬場での第4レースで、2番人気のカシマダイオーに騎乗し4着。4月7日に中山競馬場で行われた第3レースで6番人気だったカイウンカンノンに騎乗し、初勝利を挙げた。
1995年、10月よりフリーとなる。
1996年、4月2日に地方競馬で初騎乗し、11月23日に地方初勝利を挙げる。
2004年、4月11日にJRA通算100勝を達成する。11月より美浦・的場均厩舎所属となる。
2005年、5月31日付で騎手を引退する。騎手成績は、JRA通算2828戦102勝、地方通算88戦7勝。6月より調教助手となった。 
2006年、2月に調教師免許を取得。当初は10月1日付けで12馬房で厩舎を開業する予定だったが、富田一幸厩舎解散に伴い6月1日付で14馬房で開業した。厩舎所属馬の初出走は6月11日、東京競馬場の第4レースで、ニシノツバメが17番人気で13着となる。8月12日、新潟競馬場の第2レースで3番人気だったカネショウサンデーが勝利し、のべ17頭目で初勝利を挙げる。
2007年、2月20日に地方競馬初出走。大井競馬場のフォーチュネイト水仙特別で双子の弟である貴史がリアルファンタジーに騎乗し、7着となった。
2010年の新潟2歳ステークスをマイネイサベルで制し、騎手時代を通じて中央競馬の重賞初勝利を挙げる。

## 騎手成績
| 通算成績 | 1着 | 2着 | 3着 | 騎乗数 | 勝率 | 連対率 |
| -------- | --- | --- | --- | ------ | ---- | ------ |
| 平地     | 101 | 130 | 147 | 2809   | .036 | .082   |
| 障害     | 1   | 2   | 2   | 19     | .053 | .158   |
| 計       | 102 | 132 | 149 | 2828   | .036 | .083   |

|            | 日付          | 競馬場・開催  | 競走名    | 馬名             | 頭数 | 人気 | 着順 |
| ---------- | ------------- | ------------- | --------- | ---------------- | ---- | ---- | ---- |
| 初騎乗     | 1991年3月2日  | 2回中山3日4R  | 4歳未勝利 | カシマダイオー   | 12頭 | 2    | 4着  |
| 初勝利     | 1991年4月7日  | 3回中山6日3R  | 4歳未勝利 | カイウンカンノン | 16頭 | 6    | 1着  |
| 重賞初騎乗 | 1991年3月31日 | 3回中山4日11R | 日経賞    | ハッピーシャトー | 10頭 | 10   | 5着  |

### 主な騎乗馬
- ライスシャワー（1991年新馬戦、芙蓉ステークス）
- マーキーソロン（1991年クイーンステークス2着）
- ノースショアー（1994年新潟3歳ステークス2着）

## 調教師成績
|            | 日付           | 競馬場・開催  | 競走名     | 馬名               | 頭数 | 人気 | 着順 |
| ---------- | -------------- | ------------- | ---------- | ------------------ | ---- | ---- | ---- |
| 初出走     | 2006年6月11日  | 3回東京8日4R  | 3歳未勝利  | ニシノツバメ       | 17頭 | 17   | 13着 |
| 初勝利     | 2006年8月12日  | 3回新潟1日2R  | 3歳未勝利  | カネショウサンデー | 14頭 | 3    | 1着  |
| 重賞初出走 | 2007年11月10日 | 5回東京3日11R | 京王杯2歳S | ハートオブクィーン | 15頭 | 5    | 10着 |
| 重賞初勝利 | 2010年9月5日   | 3回新潟8日11R | 新潟2歳S   | マイネイサベル     | 17頭 | 9    | 1着  |
| GI初出走   | 2007年12月2日  | 5回阪神2日11R | 阪神JF     | ハートオブクィーン | 18頭 | 14   | 11着 |

### 主な管理馬
※括弧内は当該馬の優勝重賞競走、太字はGI級競走。
- ハートオブクィーン （2008年桜花賞4着）
- マイネイサベル （2010年新潟2歳ステークス、2012年府中牝馬ステークス、2013年中山牝馬ステークス）
- ラインミーティア （2017年アイビスサマーダッシュ）